# Khu di tích lịch sử Gyeongju
Khu di tích lịch sử Gyeongju (tiếng Hàn Quốc: 경주 역사유적 지구, Hanja:慶州歴史地域, Hán Việt: Khánh Châu lịch sử địa vực) nằm ở Hàn Quốc là di sản thế giới được UNESCO công nhận vào năm 2000. Khu vực được bảo vệ này bao gồm di tích các đền, lâu đài, các chùa và tượng ngoài trời và các di vật văn hóa khác của Vương quốc Tân La. Khu lịch sử này đôi khi được biết đến như là bảo tàng ngoài trời rộng nhất thế giới. 